# فرودگاه گراستو
فرودگاه گراستو (به انگلیسی: Grosseto Airport) یک فرودگاه نظامی و همگانی با کد یاتا GRS است که یک باند فرود آسفالت دارد و طول باند آن ۲۹۹۴ متر است. این فرودگاه در شهر گروستو کشور ایتالیا قرار دارد و در ارتفاع ۵ متری از سطح دریا واقع شده است.